# 挪威 (內布拉斯加州)
挪威（英語：Norway）是美國內布拉斯加州托馬斯縣一個非建制地區，海拔約為890米（2920英尺）。當地因為芝加哥、伯靈頓和昆西鐵路於1880年代延長到內布拉斯加州托馬斯縣境內而建立，並以首批移民多數來自歐洲國家挪威而得名。挪威曾經在1906年開設一所郵政局，但後來已於1935年關閉。